# Chilobrachys annandalei
Chilobrachys annandalei é uma espécie de aranha pertencente à família Theraphosidae (tarântulas).